# Каменногорское (озеро)
Каменногорское (фин. Päähkjärvi) — озеро на территории Каменногорского городского поселения Выборгского района Ленинградской области.

## Общие сведения
Площадь озера — 1,2 км², площадь водосборного бассейна — 28 км². Располагается на высоте 16,7 метров над уровнем моря.
Форма озера лопастная, продолговатая: вытянуто с северо-запада на юго-восток. Берега каменисто-песчаные, преимущественно возвышенные.
В озеро впадают два ручья: Рыбный и Щучий.
Из озера вытекает ручей Каменногорский, впадающий в реку Вуоксу.
С юго-востока и юго-запада проходят линии железной дороги Выборг — Хийтола и Каменногорск — Светогорск.
Название озера переводится с финского языка как «паршивое озеро».
Код объекта в государственном водном реестре — 01040300211102000011984.